# Swedish Open 2017 - Qualificazioni singolare maschile
Le qualificazioni del singolare dello Swedish Open 2017 sono state un torneo di tennis preliminare per accedere alla fase finale della manifestazione. I vincitori dell'ultimo turno sono entrati di diritto nel tabellone principale. In caso di ritiro di uno o più giocatori aventi diritto a questi sono subentrati i lucky loser, ossia i giocatori che hanno perso nell'ultimo turno ma che avevano una classifica più alta rispetto agli altri partecipanti che avevano comunque perso nel turno finale.

## Teste di serie
1. Federico Delbonis (qualificato)
2. Arthur De Greef (qualificato)
3. Maximilian Marterer (qualificato)
4. Paul-Henri Mathieu (ultimo turno, Lucky loser)

1. Stéphane Robert (ultimo turno)
2. Mathias Bourgue (primo turno, ritirato)
3. Leonardo Mayer (qualificato)
4. Kimmer Coppejans (ultimo turno)

## Qualificati
1. Federico Delbonis
2. Arthur De Greef

1. Maximilian Marterer
2. Leonardo Mayer

### Lucky loser
1. Paul-Henri Mathieu

## Tabellone

### Legenda
| - Q = Qualificato - WC = Wild card - LL = Lucky loser | - ALT = Alternate - SE = Special Exempt - PR = Protected Ranking | - w/o = Walkover - r = Ritirato - d = Squalificato |

### Sezione 1
|  | Primo turno | Primo turno        | Primo turno       | Primo turno | Primo turno |  |  | Ultimo turno | Ultimo turno      | Ultimo turno      | Ultimo turno | Ultimo turno |  |
|  |             |                    |                   |             |             |  |  |              |                   |                   |              |              |  |
|  | 1           | Federico Delbonis  | Federico Delbonis | 6           | 6           |  |  |              |                   |                   |              |              |  |
|  | Alt         | Markus Eriksson    | Markus Eriksson   | 4           | 4           |  |  | 1            | Federico Delbonis | Federico Delbonis | 6            | 6            |  |
|  |             | Constant Lestienne | 3                 | 1           | r           |  |  | 5            | Stéphane Robert   | Stéphane Robert   | 2            | 3            |  |
|  | 5           | Stéphane Robert    | 6                 | 5           |             |  |  |              |                   |                   |              |              |  |

### Sezione 2
|  | Primo turno | Primo turno     | Primo turno     | Primo turno | Primo turno |  |  | Ultimo turno | Ultimo turno    | Ultimo turno    | Ultimo turno | Ultimo turno |  |
|  |             |                 |                 |             |             |  |  |              |                 |                 |              |              |  |
|  | 2           | Arthur De Greef | 4               | 6           | 6           |  |  |              |                 |                 |              |              |  |
|  | WC          | Fred Simonsson  | 6               | 4           | 4           |  |  | 2            | Arthur De Greef | Arthur De Greef | 6            | 6            |  |
|  |             | Tommy Robredo   | Tommy Robredo   | 5           |             |  |  |              | Tommy Robredo   | Tommy Robredo   | 4            | 2            |  |
|  | 6           | Mathias Bourgue | Mathias Bourgue | 1           | r           |  |  |              |                 |                 |              |              |  |

### Sezione 3
|  | Primo turno | Primo turno         | Primo turno         | Primo turno | Primo turno |  |  | Ultimo turno | Ultimo turno        | Ultimo turno        | Ultimo turno | Ultimo turno |  |
|  |             |                     |                     |             |             |  |  |              |                     |                     |              |              |  |
|  | 3           | Maximilian Marterer | Maximilian Marterer | 6           | 6           |  |  |              |                     |                     |              |              |  |
|  | Alt         | André Göransson     | André Göransson     | 2           | 1           |  |  | 3            | Maximilian Marterer | Maximilian Marterer | 6            | 6            |  |
|  |             | Calvin Hemery       | Calvin Hemery       | 6           | 6           |  |  |              | Calvin Hemery       | Calvin Hemery       | 2            | 2            |  |
|  | 8           | Kimmer Coppejans    | Kimmer Coppejans    | 3           | 4           |  |  |              |                     |                     |              |              |  |

### Sezione 4
|  | Primo turno | Primo turno        | Primo turno        | Primo turno | Primo turno |  |  | Ultimo turno | Ultimo turno       | Ultimo turno | Ultimo turno | Ultimo turno |  |
|  |             |                    |                    |             |             |  |  |              |                    |              |              |              |  |
|  | 4           | Paul-Henri Mathieu | Paul-Henri Mathieu | 6           | 6           |  |  |              |                    |              |              |              |  |
|  | WC          | Isak Arvidsson     | Isak Arvidsson     | 2           | 2           |  |  | 4            | Paul-Henri Mathieu | 6            | 3            | 2            |  |
|  |             | Tristan Lamasine   | 68                 | 7           | 2           |  |  | 7            | Leonardo Mayer     | 2            | 6            | 6            |  |
|  | 7           | Leonardo Mayer     | 7                  | 63          | 6           |  |  |              |                    |              |              |              |  |